# Francis Korn
Silvia Francis Korn Litichver (14 de julio de 1935-Buenos Aires, 15 de marzo de 2024) fue una socióloga argentina, y la primera argentina doctorada en antropología por la Universidad de Oxford (Inglaterra). Trabajó como profesora en la Universidad de Buenos Aires, la Universidad de Essex y la Universidad Torcuato di Tella. Fue también becaria Guggenheim en 1973 y miembro electa de la Academia Nacional de Ciencias de Buenos Aires en 2004, escribió sobre teoría sociológica e historia de Buenos Aires, incluyendo su libro de 1973, Elementary Structures Reconsidered: Lévi-Strauss on Kinship.

## Infancia y educación
Silvia Francis Korn Litichver nació el 14 de julio de 1935. Fue una de los tres hijos de Cecilia Litichver y el editor de revistas Julio Korn. Su abuelo paterno fue un inmigrante judío de la Besarabia, en el sureste de Europa Oriental. Uno de sus nombres de pila, Francis, era en honor a la Revolución Francesa.
Estudió en la Universidad de Buenos Aires (UBA), donde obtuvo su licenciatura en sociología en 1963. Tras pasar un año en la UBA como profesora de sociología (1965-1966), se trasladó al Reino Unido, donde obtuvo su maestría en docencia en la London School of Economics en 1966. En 1970, obtuvo su doctorado en antropología social en el St Anne's College de Oxford, convirtiéndose en la primera doctoranda argentina en antropología de la Universidad de Oxford. Su tesis doctoral se tituló The scientific status of Lévi-Strauss's theory of kinship.

## Carrera académica
En 1970, regresó a la UBA como directora del departamento de sociología y profesora, cargos que ejerció hasta 1971 y 1972, respectivamente. Tras trabajar como asociada en el Instituto Torcuato di Tella entre 1971 y 1972, comenzó a ejercer como profesora de sociología en la Pontificia Universidad Católica Argentina y como investigadora del Consejo Nacional de Investigaciones Científicas y Técnicas en 1972, antes de convertirse finalmente en investigadora emérita de este último. Posteriormente, se incorporó como profesora a la UBA, así como a la Universidad de Essex y a la Universidad Torcuato di Tella (UTDT), permaneciendo en esta última hasta 2015. También dirigió el Centro de Investigaciones Sociales del Instituto Torcuato di Tella y el Instituto de Investigaciones Sociales de la Academia Nacional de Ciencias de Buenos Aires.
La investigación de Korn se basó en la teoría sociológica y la historia de Buenos Aires, particularmente desde 1880 hasta 1945. En 1973, publicó el libro Estructuras elementales reconsideradas, centrado en las teorías de parentesco de Claude Lévi-Strauss y basado en su propia tesis de Oxford, y fue nombrada becaria Guggenheim «para un estudio de la estructura social de Buenos Aires, 1920-1930». Daniel Gigena de La Nación dijo que «se destacó como una de las intelectuales de la época dorada del mundo de las ideas en Argentina a partir de la década de 1960». En 2004, fue elegida miembro de la Academia Nacional de Ciencias de Buenos Aires. Entre sus libros sobre la historia de Buenos Aires se incluyen Buenos Aires: los invitados del 20 (1974), Buenos Aires, 1895: una ciudad moderna (1981), Buenos Aires: mundos particulares (2004) y Buenos Aires antes del Centenario (2010), y, al momento de su fallecimiento, se encontraba trabajando en un libro sobre la historia de Buenos Aires de 1932 a 1938, que posteriormente dejó a un amigo suyo, el escritor Martín Oliver.

## Vida personal y muerte
Su esposo, Ezequiel Gallo, fue historiador y profesor de la Universidad Torcuato di Tella, al igual que su hijo, Klaus Gallo.
Además de su actividad académica, también escribió cuentos, publicados en un libro titulado Más Amalias de las que se puede tolerar. Se opuso a la politización de la sociología.
Falleció el 15 de marzo de 2024 en Buenos Aires; a los 88 años.